# Black Sunday (álbum)
Black Sunday es el segundo álbum de estudio del grupo americano de hip hop Cypress Hill, publicado el 20 de julio de 1993 por Ruffhouse y Columbia Records. El álbum debutó en el número 1 en el Billboard 200, vendió 261,000 copias en su primera semana de ventas y se convirtió en la grabación de Soundscan más alta para un grupo de rap en ese momento. El álbum fue Triple platino en los Estados Unidos, con 3.4 millones de unidades vendidas.

## Lanzamiento
El primer sencillo, "Insane in the Brain", se convirtió en un crossover hit, comenzando un seguimiento entre las audiencias de rock. También se hizo una versión censurada del álbum que elimina la canción "A to the K". "Hand on the Glock" es una versión regrabada de la canción "Hand on the Pump", del álbum debut Cypress Hill. El folleto del álbum contiene 19 datos sobre la historia del cáñamo y los atributos positivos del cannabis.

## En la cultura popular
Las canciones "Hits from the Bong" y "I Wanna Get High" se usaron en la película How High de 2001. "I Wanna Get High" también apareció en la película de vampiros "The Addiction". "Hits from the Bong" también se escuchó en la película Hall Pass de 2011. "Cock el martillo" fue incluida en la banda sonora de la película de 1993 El último gran héroe de Arnold Schwarzenegger. La canción "When the Shit Goes Down" también se incluyó en la película de 2013 This Is the End. El sencillo "I Ain't Goin 'Out Like That" apareció en un tráiler de la temporada 3 de la serie de Netflix, Narcos.

## Calificaciones
El sencillo "I Ain't Goin 'Out Like That" fue nominado para la categoría de Mejor actuación de rap del Premio Grammy del año.
- Rolling Stone - 4 estrellas - Excelente - "... es el combo de Cypress de ritmos rígidos y cuentos de hadas de pandilleros cinematográficos que les permite gobernar las calles, una fórmula que no se ensucia el domingo negro ..."[9]

- The Source - 4 estrellas - Excelente - "... una secuela más oscura... este álbum definitivamente vale la pena comprar, ya que fácilmente rompe el marco de todos esos saltadores de vagones Cypress...".[11]

- Incluido en la lista de la revista Q de los 50 mejores álbumes de 1993.[14]
- En el puesto n.º 35 en Melody Maker 'listas de 'Los discos del año' de 1993.[15]
- En el puesto n.º 29 en el Village Voice's 1993 Pazz y Jop Critics Poll.[16]
- En el puesto n.º 8 en New Musical Express 'lista de 'Los 50 mejores discos de 1993.[17]

## Lista de canciones
01 I wanna get high
02 Insane In The Train
03 When the Shit Goes Down
04 Lick A Shot
05 Cock The Hammer
06 Interlude
07 Legalize It
08 Hits From The Bong
09 Cohat Go Around Come Around, Kid
10 A To The K
11 Hand On The Glock

## Personal
Cypress Hill
- B-Real - vocales
- Sen Dog - vocales
- DJ Muggs - tocadiscos ; Arreglos , producción ejecutiva y mezcla.

Personal adicional
- Joe Gamble - Ingeniero
- Andy Kravitz - Ingeniero
- Manuel lecuona - ingeniero
- Joe Nicolo - Productor Ejecutivo, Mezcla
- Jay Papke - Diseño
- Jason Roberts - Ingeniero
- Chris Schwartz - Productor Ejecutivo
- Chris Shaw - Ingeniero / Mezcla
- T-Ray - Productor ("No voy a salir así")
- Anthony Artiaga - Fotografía